# Грег Бір
Ґреґ Бір, або Грег Бір (англ. Greg Bear, повне — Gregory Dale Bear; 20 липня 1951, Сан-Дієго, Каліфорнія, США — 19 листопада 2022) — американський письменник-фантаст.

## Біографія
Грегорі Дейл Бір народився 20 серпня 1951 року в Сан-Дієго (Каліфорнія, США) у родині військових моряків. Його батьки Дейл і Вільма Бір багато переїжджали з місця на місце, і в дитинстві Грег встиг пожити в Японії, на Філіппінах, на Алясці, а також побувати в різних частинах США.
З 1968 по 1973 рік навчався в університеті Сан-Дієго, який закінчив зі ступенем бакалавра англійської словесності.
Перша науково-фантастична публікація — «Руйнівники» («Famous Science Fiction», 1967 р.). З 1975 р. — професійний письменник. Його перші оповідання і новели були гарні, але досить традиційні, і ніхто не очікував, що починаючи з середини 1980-х років Бір ввійде в число найвизначніших представників «твердої» наукової фантастики. Перший опублікований роман Грега Біра — «Хіджра» (1979). За ним були «Псіхлон» (1979) і «За небесною рікою», збірка оповідань «Вітер від палаючої жінки» (1983) і «Тангенси» (1989); роман «Музика, що звучить у крові» (1985) написаний за мотивами однойменного оповідання, яке отримало премії «Х'юго» і «Небюла». Ще один «золотий дубль» одержало оповідання «Тангенси». «Еон» («Вічність») (1985) і його продовження «Безсмертя» (1988) та пріквел «Спадок» (1995), де дія відбувається за 500 років до подій, описуваних у «Еоні»., охарактеризовані як «ймовірно, найкращий коли-небудь написаний космологічний епос» (Енциклопедія наукової фантастики під ред. Дж. Клюта і П. Ніколлса). Дилогія «Кузня Бога» (1987) і «Ковадло зірок» (1992) — захоплююча картина загибелі і наступного відтворення Землі. «Королева янголів» (1990) — роман, що торкається вічної проблеми злочину і покарання. Грег Бір був президентом Асоціації науково-фантастичних авторів Америки. У 1993 р. вийшов роман «Рухаючи Марс».

## Особисте життя і смерть
У 1975 році він одружився з Христиною Нільсон (Christina M. Nielson), але в 1981-му розлучився. Вдруге він одружився в 1983 з Астрід Андерсон (Astrid Anderson), дочкою відомого письменника-фантаста Пола Андерсона. У цьому шлюбі народилися двоє дітей – Ерік та Олександра. Сім'я оселилася неподалік Сіетлу.
Бір помер 19 листопада 2022 року, у віці 71 року від множинних інсультів, спричинених тромбами, які ховалися у фальшивому просвіті передньої артерії головного мозку після операції у 2014 році. Після двох днів перебування на апараті життєзабезпечення, коли не очікувалося, що він одужає, згідно з його попередньою медичною директивою, апарати життєзабезпечення було відключено.